# Lent, Ain
Lent är en kommun i departementet Ain i regionen Auvergne-Rhône-Alpes i östra Frankrike. Kommunen ligger  i kantonen Péronnas som ligger i arrondissementet Bourg-en-Bresse. Kommunens areal är 31,48 km². År 2022 hade Lent 1 459 invånare.

## Befolkningsutveckling
Antalet invånare i kommunen Lent
Referens: INSEE